# Hubert Deuringer
Hubert Deuringer, född 18 januari 1924 i Empfingen, död 16 juni 2014, var en tysk musiklärare, arrangör och dirigent.
Hubert Deuringer började 1945 som dragspelare på "Radio Stuttgart". År 1947 gick han med i nybildade Südwestfunk (SWF) i Baden-Baden och grundade ett år senare dans-stråkorkestern för SWF.
Från 1951 var Hubert Deuringer signerad och spelades in på skivbolaget Odeon och fick senare exklusiva kontrakt med TELDEC, Polydor och Herkules-Records. Under 1950- och 1960-talen sågs Hubert Deuringer i många tv-program som solist och dirigent.
Han dirigerade därefter Rundfunkorchester i SWF (idag SWR) och var en lektor i dragspel, stil och improvisation vid Hohner konservatoriet i Trossingen. År 1964 tilldelades han Hermann Schittenhelms medalj för sitt bidrag till folkmusik (Schittenhelm var grundaren av den första dragspelsorkestern 1927).